# Большая Ерма
Большая Ерма — деревня в Аларском районе Усть-Ордынского Бурятского округа Иркутской области. Входит в муниципальное образование «Табарсук».

## Географическое положение
Деревня находится примерно в 12 км к северу от районного центра.

## Внутреннее деление
Состоит из 1-й улицы (Больше-Ерминская).

## Происхождение названия
По предположению Станислава Гурулёва название может иметь древнетюркские корни и означать ленивый, небрежный, равнодушный.

## Население
| 2002 | 2010 | 2011 | 2012 |
| ---- | ---- | ---- | ---- |
| 61   | ↘19  | →19  | ↗23  |

## Известные уроженцы
- Чумаков, Андрей Петрович (10 октября 1924 — 21 августа 1944) — участник Великой Отечественной войны, наводчик противотанкового ружья, младший сержант. Герой Советского Союза.